# Hans Wilhelm Frei
Hans Wilhelm Frei (Breslau, 29 de abril de 1922 - 12 de setembro de 1988) é um teólogo conhecido por sua obra na área de hermenêutica bíblica, especificamente na interpretação da narrativa. Dois de seus livros são fundamentais para se compreender a nova ênfase dada pela teologia à narrativa: The Eclipse of Biblical Narrative ("O eclipse da narrativa bíblica"), de 1974, uma análise da hermenêutica bíblica nos séculos XVIII e XIX, e The Identity of Jesus Christ ("A identidade de Jesus Cristo"), de 1975, onde sugere que a teologia deve ser construída a partir da natureza narrativa dos evangelhos. Junto de outros teólogos como George Lindbek e David Kelsey, tomou parte do movimento conhecido como Escola de Yale, também chamado de pós-liberalismo ou teologia narrativa (dependendo da ênfase de quem classifica), cujo foco está no caráter hermenêutico (e narrativo) da vida e da prática das comunidades cristãs.